# Jon Juaristi
Jon Juaristi Linacero (Bilbao, 6 de marzo de 1951) es un filólogo, ensayista, poeta, novelista y traductor español que ha escrito en euskera y en castellano. Ha sido director de la Biblioteca Nacional de España y del Instituto Cervantes.
Catedrático de Filología Española en la Universidad del País Vasco; asimismo, ha impartido docencia en la Universidad de Nueva York, la Universidad de Valencia y la Universidad de Alcalá. También ha participado en el Consejo Asesor del Euskera.
Galardonado con varios premios literarios —incluido el Premio Nacional de Ensayo y el Premio Espasa de Ensayo— su estilo ha sido descrito por Juan Pablo Fusi como de «erudición desbordante, brillantez narrativa, finísima inteligencia en el análisis y dotes para el sarcasmo».
En 2003, el Gobierno de España le concedió la Orden del Mérito Constitucional. 

## Biografía
Nacido en Bilbao, hijo de un empresario de clase media, es el mayor de siete hermanos en el seno de una familia nacionalista vasca. Estudió en el colegio San Nicolás de Bilbao donde se creó la primera ikastola en la década de 1950 y, tras el cambio de residencia por motivos de trabajo de su padre, estudió en Gaztelueta, el principal colegio del Opus Dei en Vizcaya. A los once años comienza a estudiar euskera por iniciativa propia, ya que en su casa no se hablaba y con trece años se separa de su familia y empieza a vivir con sus abuelos paternos. 
A los dieciséis años se incorporó a una incipiente Euskadi Ta Askatasuna (ETA) por influencia de su primo, que formaba parte de un comando de ayuda a los liberados de la organización y tras leer el libro Vasconia. Estudio dialéctico de una nacionalidad, de Federico Krutwig. Durante su militancia en ETA su acción más reseñable fue poner en contacto a ETA con los círculos neocarlistas enfrentados al régimen de Franco a causa de la expulsión del pretendiente Carlos Hugo de Borbón-Parma.
Fichado por la policía, abandonó su ciudad natal para estudiar Filología Románica en Sevilla, regresando posteriormente a la Universidad de Deusto donde acabaría doctorándose. En Deusto fue expulsado en 1972 "por alborotador" siendo readmitido al año siguiente. En esa época pasó algunos periodos en la cárcel por "hechos leves", y fue condenado por el Tribunal de Orden Público.
Durante su época universitaria se integró en una escisión obrerista de ETA, denominada ETA-VI Asamblea, que en 1973 se dividió en dos sectores, uno de los cuales (los mayos) se fusionaría con la trotskista Liga Comunista Revolucionaria (LCR). Jon Juaristi, que pertenecía al otro sector (los minos), en 1974 optó por abandonar la militancia en la extrema izquierda, renunciando casi por completo a la actividad política. Daría comienzo entonces su actividad profesional primero como profesor de ikastola y posteriormente, en 1977, como profesor de instituto.
Ya en 1980, y desde posiciones ajenas al nacionalismo de su adolescencia, se afilió al Partido Comunista de Euskadi (PCE-EPK) en el momento en que estaba en pleno proceso de unificación con Euskadiko Ezkerra (EE), que daría lugar a un nuevo grupo socialdemócrata que rechazaba activamente la violencia. Lo abandonó en 1986, decepcionado al no pactar EE con el Partido Socialista de Euskadi (PSE) tras las elecciones autonómicas de 1986. En 1987 ingresó en el Partido Socialista Obrero Español (PSOE), según sus propias palabras, por "imperativos éticos", habiendo declarado en sus memorias que el hecho concreto que le llevó a afiliarse fue un gesto testimonial a causa del atentado de un grupúsculo abertzale, el colectivo Mendeku, contra la Casa del Pueblo del PSOE de Portugalete, en la que murieron abrasados dos militantes socialistas.
Posee la Medalla al Mérito Constitucional y la Encomienda de la Orden de Alfonso X el Sabio. Actualmente reside en Alcobendas, Madrid.

## Evolución política
Juaristi ha explicado a menudo su evolución política como un proceso paralelo al de otros componentes de su generación: 

"Mi evolución la pronostiqué en su día y es similar a la de otros muchos de mi generación. Gente que fue nacionalista por su tradición familiar, que estuvo en ETA en los años 60, en los 70 en la extrema izquierda, en los 80 fue socialdemócrata y, después, derivamos a un liberalismo convencional. Soy una persona conservadora, pero no de una derecha extrema, y no volveré a militar en ningún otro partido político. Contra eso ya estoy inmunizado".

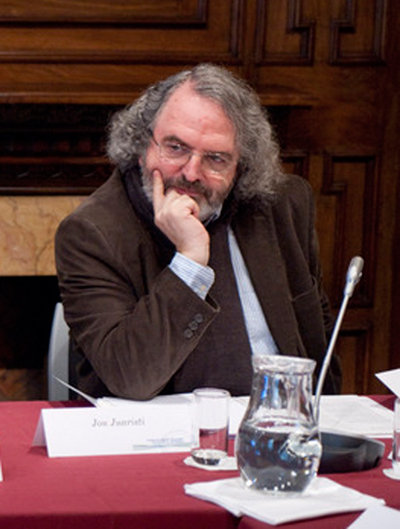
Jon Juaristi en una reunión del Consejo Asesor del Euskera (enero de 2011).

Su firme toma de postura frente al terrorismo y el apoyo a las víctimas de ETA le llevó a implicarse en la formación del Foro de Ermua en 1997, creado a raíz del secuestro y posterior asesinato del concejal del Partido Popular en Ermua Miguel Ángel Blanco. Según él mismo recuerda, desde esta época y tras los diferentes vaivenes políticos sufridos, no le quedaba "ni una gota de progresismo en el cuerpo". En la última década se ha autodefinido en diferentes entrevistas a medios de comunicación como un "nacionalista español". Desde finales de los ochenta y debido tanto a sus duras críticas al terrorismo vasco como a su apoyo al movimiento ¡Basta Ya! y el Foro de Ermua vivió amenazado por ETA. A finales de 1999, tras el anuncio de ETA de que daba por finalizado la tregua, y advertido de la seriedad de las amenazas en contra de él, decidió dejar su puesto en la Universidad y abandonar definitivamente el País Vasco. En el año 2002 fue uno de los 42 profesores de la UPV que firmaron un manifiesto denunciando que en esta actúa una «red mafiosa que apoya, justifica y explota el terrorismo en su propio beneficio, sin que su colaboración con ETA haya sido perseguida como se debe».
En sus numerosos artículos de prensa y ensayo ha criticado el etnicismo y la invención y manipulación de mitos que a su entender forma parte del discurso identitario nacionalista, en particular del nacionalismo vasco.
Sus detractores le acusan de volubilidad en sus posicionamientos políticos, de fragilidad en sus compromisos y de un cierto mesianismo ético-político. También se han atribuido errores a sus relatos históricos. Sus defensores alaban su erudición, su compromiso moral y su rigor intelectual.
Manifiesta hablar seis idiomas y leer algunos más. En la última década, convertido al judaísmo, dedica una parte de sus artículos a la crítica de la judeofobia (en la que incluye el antisionismo) y a la defensa del derecho a la existencia del Estado de Israel.
Desde el 22 de marzo de 2006 forma parte del Patronato de Honor de la Fundación DENAES.

## Trayectoria académica y laboral
Juaristi ocupó la cátedra de Filología Española en la Universidad del País Vasco, la Rey Juan Carlos I en la New York University, y ha sido profesor titular de la Cátedra de Pensamiento Contemporáneo de la Fundación Cañada Blanch en la Universidad de Valencia. También ha trabajado como docente e investigador en Austin (Estados Unidos) y en el Colegio de México en 1985 y 1986. Dirigió la Biblioteca Nacional de España (1999-2001), cargo que abandonó para dirigir el Instituto Cervantes (2001-2004) hasta su relevo, tras el triunfo socialista del 14 de marzo de 2004.
Desde 2005, es catedrático de Literatura Española en la Universidad de Alcalá de Henares. El 8 de enero de 2009 fue nombrado director general de Universidades e Investigación de la Consejería de Educación de la Comunidad de Madrid, cargo del que fue cesado el 1 de agosto de 2013, por un acuerdo del Consejo de Gobierno de dicha comunidad autónoma, finalizando así una etapa de cuatro años y medio, al mismo tiempo que pasó el relevo a Rocío Albert.
La labor de investigación de Jon Juaristi abarca diversos campos: formación histórica de las identidades colectivas, historia literaria, literatura de tradición oral, etc.

## Obra literaria
Poesía
Jon Juaristi fue miembro del grupo literario de vanguardia Pott (1977-1980) junto a Bernardo Atxaga, Joseba Sarrionandia, Ruper Ordorika y otros escritores. Su lírica está influida por la obra del poeta euskaldun y gran amigo Gabriel Aresti y la de los escritores vascos en castellano Miguel de Unamuno y Blas de Otero, así como por la ironía del poeta y ensayista anglonorteamericano Wystan H. Auden.
Cultiva un deliberado prosaísmo culturalista dentro de la llamada poesía de la experiencia o nueva sentimentalidad, corriente en la que figura como uno de sus miembros más individualistas. Evoca con frecuencia la época del Bilbao de su infancia y juventud, y el tono de sus poemas resulta desencantado, amargo, urbano e inteligente. Formalmente, recurre a la intertextualidad, la ironía, el prosaísmo de un léxico cotidianísimo y los juegos de palabras (paronomasias, calambures). Alterna el estrofismo clásico con el verso blanco o libre, buscando siempre una enunciación quebrada y conversacional.
- Diario de un poeta recién cansado (1986)
- Suma de varia intención (1987)
- Arte de marear (1988)
- Los paisajes domésticos (1992)
- Mediodía (1993)
- Tiempo desapacible (1996)
- Prosas (en verso) (2002)
- Viento sobre las lóbregas colinas (2008)
- Renta antigua (2012)

Ensayo
En sus ensayos es tema habitual el análisis, desde una perspectiva psicológica y sociológica inspirada en Carl Gustav Jung y Léon Poliakov, de la raíz histórica y mítica de los nacionalismos europeos, y particularmente del nacionalismo vasco. Son frecuentes en estos textos las incursiones filológicas, así como las referencias y anécdotas sobre autores, temas y obras del ocultismo que suele citar con distanciamiento e ironía.
- Euskararen Ideologiak (1976)
- El linaje de Aitor. La invención de la tradición vasca (1984)
- Literatura vasca (1987)
- (con Kosme M. de Barañano y Javier González de Durana) Arte en el País Vasco (1987)
- Vicente de Arana (1990)
- Vestigios de Babel. Para una arqueología de los nacionalismos españoles (1992)
- (con Juan Aranzadi y Patxo Unzueta) Auto de Terminación: raza, nación y violencia en el País Vasco (1994) Artículos.
- (con otros autores) La Europa (cultural) de los pueblos: voz y forma (1994)
- El chimbo expiatorio (la invención de la tradición bilbaína, 1876-1939) (1994)
- El bucle melancólico. Historias de nacionalistas vascos (1997)
- Sacra nemesis. Nuevas historias de nacionalistas vascos (1999)
- Sermo humilis: poesía y poética (1999)
- El bosque originario (2000)
- La tribu atribulada. El Nacionalismo Vasco explicado a mi padre (2002)
- El reino del ocaso (2004)
- (coautor) Dios salve la razón (2008)
- Espaciosa y triste. Ensayos sobre España (2013)
- A cuerpo de rey. Monarquía accidental y melancolía republicana (2014)
- El canon español. El legado de la cultura española a la civilización (2022)

Otras obras
- La leyenda de Jaun Zuria (1980)
- La tradición romántica: leyendas vascas del s. XIX (1986) Leyendas.
- Flor de baladas vascas (1989) Recopilación de canciones tradicionales vascas.
- (con Mario Onaindía) Cuando canta la serpiente (1989) Guion.
- Cambio de destino (2006). Memorias.
- La caza salvaje (2007). Novela.
- Voces para una enciclopedia interrumpida (2008). Memorias sobre Bilbao.
- (con Marina Pino) A cambio del olvido (2011)
- Miguel de Unamumo (2012). Biografía de Miguel de Unamuno.
- Historia mínima del País Vasco (2013)
- Los pequeños mundos (2018) Colección Baroja & Yo.

### Premios
- 1988: Ícaro de Literatura.
- 1997: Premio Espasa de Ensayo, por El bucle melancólico.
- 1998: XV Premio de Periodismo Francisco Cerecedo.
- 1998: Premio Nacional de Literatura, por El bucle melancólico.
- 1998: Premio Nacional de Ensayo.
- 2000: Premio Fastenrath.
- 2007: Premio Azorín de Novela, por La caza salvaje.
- 2007: Premio Mariano de Cavia, por su artículo Teología.
- 2010: Premio Comillas de historia, biografía y memorias, por su libro A cambio del olvido.
- 2014: Premio Euskadi de Literatura, en la modalidad de ensayo en castellano, por Espaciosa y triste. Ensayos sobre España.[13]